# سیارک ۴۱۸۶
سیارک ۴۱۸۶ (به انگلیسی: 4186 Tamashima، نامگذاری:1977DT1) چهار هزار و صد و هشتاد و ششمین سیارک کشف شده‌است که در ۱۸ فوریه ۱۹۷۷ کشف شد.
قدر مطلق سیارک برابر ۱۱٫۵۰ است.